# Induismo nel mondo

Mappa mondiale: l'induismo per paese (stime % 2010)

L'induismo nel mondo ha oltre un miliardo di fedeli sparpagliati in tutti i continenti (il 15% dell'intera popolazione del pianeta ). Insieme con il cristianesimo (30%), l'islam (33%) e il buddhismo (8%), l'induismo è una delle quattro religioni maggiori esistenti per percentuale di adepti.
La maggior parte degli indù si trova nei paesi asiatici. I paesi con più di 500.000 abitanti indù e cittadini sono (in ordine decrescente): India, Nepal, Bangladesh, Mauritius, Indonesia, Pakistan, Sri Lanka, Stati Uniti d'America, Trinidad e Tobago, Malaysia, Birmania, Regno Unito e Sudafrica.

## Sfondo

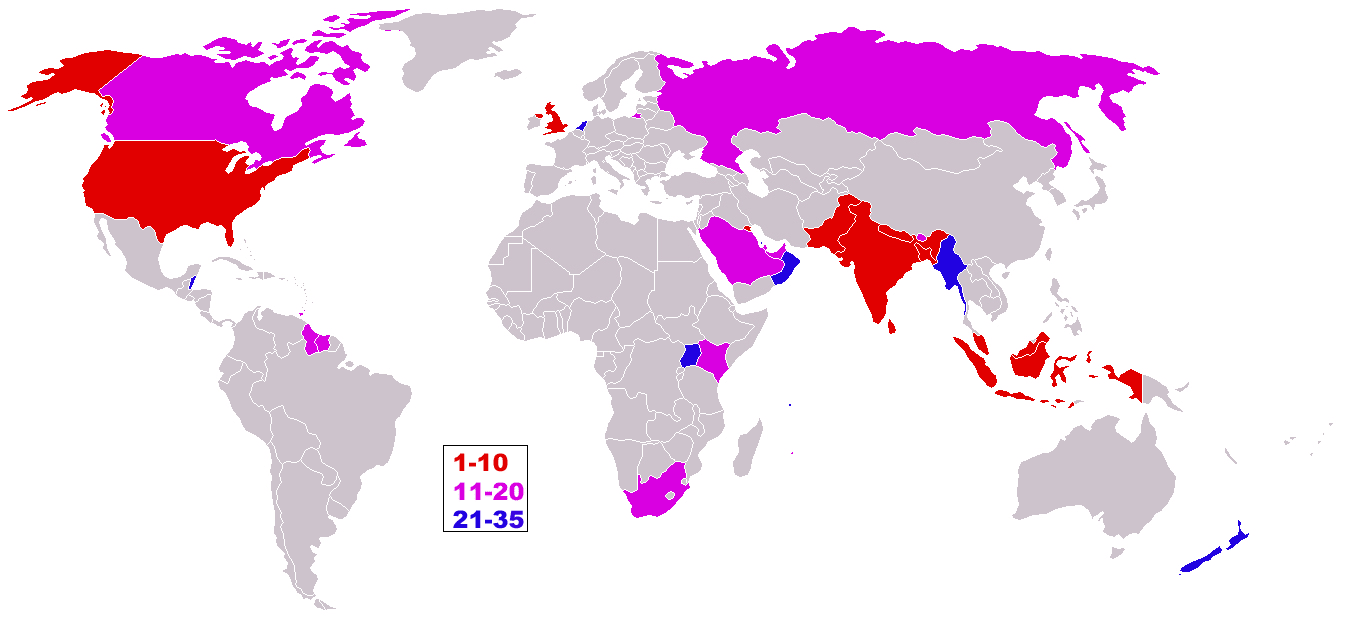
I 35 paesi con il maggior numero di induisti residenti all'interno del proprio territorio nazionale.

L'induismo è una religione eterogenea e composta da molte scuole di pensiero; ha autorità religiose centralizzate, organo di governo, hanno profeti e libri sacri : l'indù può scegliere di essere politeista, monoteista, panteista, monista, agnostico, umanista o perfino ateo. Le stime dell'induismo per paese riflettono anche questa inclusività di pensiero e di vita.

## Stime demografiche
Le stime demografiche della popolazione di fede induista per paese è stato pubblicato dal "Pew Research Center" nel 2012, e dal Dipartimento di Stato americano sulla libertà religiosa (International Religious Freedom Report) nel suo rapporto internazionale datato 2006.
In totale, l'India ha il maggior numero di indù. In percentuale, il Nepal ha la più grande maggioranza di popolazione indù nel mondo seguita da India e Mauritius. Ci sono circa 60-70.000.000 indù che vivevano al di fuori dell'India, nel 2010. Solo tre paesi del mondo, nel 2010, hanno avuto la maggioranza della sua popolazione induista, ossia i succitati Nepal, India e Mauritius.
Le fonti utilizzate per la tabella di seguito sono il "Dipartimento di Stato degli Stati Uniti", il CIA World Factbook, "adherents.com" e "Pew Research Center".
| Regione geografica     | Nazione               | Popolazione totale | Percentuale Hindu sulla popolazione | Hindu totali                  |
| ---------------------- | --------------------- | ------------------ | ----------------------------------- | ----------------------------- |
| Asia meridionale       | Afghanistan           | 31,889,923         | circa 1000 persone in totale        | 127,560                       |
| Europa                 | Andorra               | 85,000             | 0.4%                                | 342                           |
| Caraibi                | Anguilla              | 13,452             | 0.43%                               | 58                            |
| Caraibi                | Antigua e Barbuda     | 86,754             | 0.1%                                | 87                            |
| America meridionale    | Argentina             | 40,301,927         | 0.01%                               | 4,030                         |
| Oceania                | Australia             | 20,434,176         | 1.28%                               | 276,000                       |
| Europa centrale        | Austria               | 8,199,783          | 0.1% (approx)                       | 8,200                         |
| Medio Oriente          | Bahrein               | 708,573            | 9,8%                                | 44,286                        |
| Asia meridionale       | Bangladesh            | 158,000,000        | 8.54%                               | 13,500,000                    |
| Europa occidentale     | Belgio                | 10,392,226         | 0.06%                               | 6,235                         |
| America centrale       | Belize                | 294,385            | 2.3%                                | 6,771                         |
| Asia meridionale       | Bhutan                | 742,737            | 25%                                 | 185,700                       |
| Africa meridionale     | Botswana              | 1,815,508          | 0.17%                               | 3,086                         |
| America meridionale    | Brasile               | 190,010,647        | 0.0016%                             | 3,040                         |
| Sudest asiatico        | Brunei                | 374,577            | 0.035%                              | 131                           |
| Africa occidentale     | Burkina Faso          | 14,326,203         | 0.001%                              | 150                           |
| Africa centrale        | Burundi               | 8,390,505          | 0.1%                                | 8,391                         |
| Sudest asiatico        | Cambogia              | 13,995,904         | 0.3%                                | 41,988                        |
| America settentrionale | Canada                | 33,390,141         | 1.6%                                | 497,200                       |
| America meridionale    | Colombia              | 44,379,598         | 0.02%                               | 8,876                         |
| Africa orientale       | Comore                | 711,417            | 0.1%(approx)                        | 711                           |
| Africa centrale        | Congo (Kinshasa)      | 65,751,512         | 0.18%                               | 118,353                       |
| Balcani                | Croazia               | 4,493,312          | 0.01% (approx)                      | 449                           |
| America settentrionale | Cuba                  | 11,394,043         | 0.21%                               | 23,927                        |
| Africa occidentale     | Costa d'Avorio        | 18,013,409         | 0.1%                                | 18,013                        |
| Europa occidentale     | Danimarca             | 5,468,120          | 0.1%                                | 5,468                         |
| Africa orientale       | Gibuti                | 496,374            | 0.02%                               | 99                            |
| Caraibi                | Repubblica Dominicana | 72,386             | 0.2%                                | 145                           |
| Africa orientale       | Eritrea               | 4,906,585          | 0.1% (approx)                       | 4,907                         |
| Oceania                | Figi                  | 918,675            | 30% – 33%                           | 275,603 – 303,163             |
| Europa occidentale     | Finlandia             | 5,238,460          | 0.01%                               | 524                           |
| Europa occidentale     | Francia               | 63,718,187         | 0.1%                                | 63,718                        |
| Europa orientale       | Georgia               | 4,646,003          | 0.01% (approx)                      | 465                           |
| Europa occidentale     | Germania              | 81,000,000         | 0.119%                              | 98,057                        |
| Africa occidentale     | Ghana                 | 22,931,299         | 0.05% (approx)                      | 11,466                        |
| Caraibi                | Grenada               | 89,971             | 0.7%                                | 630                           |
| America meridionale    | Guyana                | 769,095            | 28.3% – 33%                         | 217,654 – 253,801             |
| Europa centrale        | Ungheria              | 9,956,108          | 0.02%                               | 1,767                         |
| Asia meridionale       | India                 | 1,270,000,000      | 78.35% (2011 Census)                | 995,000,000                   |
| Sudest asiatico        | Indonesia             | 252,000,000        | 1.69%                               | 4,259,000                     |
| Medio Oriente          | Iran                  | 65,397,521         | 0.02% (approx)                      | 13,079                        |
| Europa occidentale     | Irlanda               | 4,588,252          | 0.23%                               | 10,688                        |
| Medio Oriente          | Israele               | 6,426,679          | 0.1% (approx)                       | 6,427                         |
| Europa occidentale     | Italia                | 60,418,000         | 0.2% (approx)                       | 108,950                       |
| Caraibi                | Giamaica              | 2,780,132          | 0.06%                               | 1,668                         |
| Asia orientale         | Giappone              | 127,433,494        | 0.004% (approx)                     | 5,097                         |
| Africa orientale       | Kenya                 | 36,913,721         | 1%                                  | 369,137                       |
| Asia orientale         | Corea del Sud         | 49,044,790         | 0.015% (approx)                     | 12,452                        |
| Medio Oriente          | Kuwait                | 2,505,559          | 12%                                 | 300,667                       |
| Europa orientale       | Lettonia              | 2,259,810          | 0.006%                              | 136                           |
| Medio Oriente          | Libano                | 4,925,502          | 0.1% (approx)                       | 4,926                         |
| Africa meridionale     | Lesotho               | 2,125,262          | 0.1% (approx)                       | 2,125                         |
| Africa occidentale     | Liberia               | 3,195,931          | 0.1% (approx)                       | 3,196                         |
| Africa settentrionale  | Libia                 | 6,036,914          | 0.1%                                | 6,037                         |
| Europa occidentale     | Lussemburgo           | 480,222            | 0.07% (approx)                      | 336                           |
| Africa meridionale     | Madagascar            | 19,448,815         | 0.1%                                | 19,449                        |
| Africa meridionale     | Malawi                | 13,603,181         | 0.02% – 0.2%                        | 2,721 – 2,726                 |
| Sudest asiatico        | Malaysia              | 28,401,017         | 7%                                  | 1,630,000                     |
| Asia meridionale       | Maldive               | 369,031            | 0.01%                               | 37                            |
| Africa meridionale     | Mauritius             | 1,250,882          | 48.5%                               | 600,423 – 625,441             |
| Europa orientale       | Moldavia              | 4,328,816          | 0.01% (approx)                      | 433                           |
| Africa meridionale     | Mozambico             | 20,905,585         | 0.05% – 0.2%                        | 10,453 – 41,811               |
| Sudest asiatico        | Birmania              | 47,963,012         | 1.5%                                | 893,000                       |
| Asia meridionale       | Nepal                 | 28,901,790         | 81.3%                               | 23,294,843 – 23,410,450       |
| Europa occidentale     | Paesi Bassi           | 16,570,613         | 0.58% – 1.20%                       | 96,110 – 200,000              |
| Oceania                | Nuova Zelanda         | 4,115,771          | 2%                                  | 90,158                        |
| Europa occidentale     | Norvegia              | 4,627,926          | 0.5%                                | 23,140                        |
| Medio Oriente          | Oman                  | 3,204,897          | 3% – 5.7%                           | 96,147 – 182,679              |
| Asia meridionale       | Pakistan              | 196,000,000        | 1.85%                               | 3,626,000                     |
| America centrale       | Panama                | 3,242,173          | 0.3%                                | 9,726                         |
| Sudest asiatico        | Filippine             | 98,215,000         | 2% (approx)                         | 2,000,000                     |
| Europa occidentale     | Portogallo            | 10,642,836         | 0.07%                               | 7,396                         |
| Caraibi                | Porto Rico            | 3,944,259          | 0.09%                               | 3,550                         |
| Medio Oriente          | Qatar                 | 907,229            | 7.2%                                | 65,320                        |
| Africa orientale       | Réunion               | 827,000            | 6.7%                                | 55,409                        |
| Europa orientale       | Russia                | 141,377,752        | 0.043%                              | 60,792                        |
| Oceania                | Isole Samoa           | 187,429            | 0.02                                | 38                            |
| Medio Oriente          | Arabia Saudita        | 27,601,038         | 0.6% – 1.1%                         | 165,606 – 303,611             |
| Africa orientale       | Seychelles            | 90,945             | 2.4%                                | 2,174                         |
| Africa occidentale     | Sierra Leone          | 6,144,562          | 0.04% – 0.1%                        | 2,458 – 6,145                 |
| Sudest asiatico        | Singapore             | 4,553,009          | 5.1%                                | 262,120                       |
| Europa centrale        | Slovacchia            | 5,447,502          | 0.1% (approx)                       | 5,448                         |
| Europa centrale        | Slovenia              | 2,009,245          | 0.025% (approx)                     | 500                           |
| Africa meridionale     | Sudafrica             | 49,991,300         | 1.9%                                | 959,000                       |
| Asia meridionale       | Sri Lanka             | 20,926,315         | 12.6%                               | 2,554,000                     |
| America meridionale    | Suriname              | 470,784            | 20% – 27.4%                         | 94,157 – 128,995              |
| Africa meridionale     | eSwatini              | 1,133,066          | 0.15% – 0.2%                        | 1,700 – 2,266                 |
| Europa occidentale     | Svezia                | 9,031,088          | 0.078% – 0.12%                      | 7,044 – 10,837                |
| Europa occidentale     | Svizzera              | 7,554,661          | 0.38%                               | 28,708                        |
| Africa orientale       | Tanzania              | 39,384,223         | 0.9%                                | 354,458                       |
| Sudest asiatico        | Thailandia            | 65,068,149         | 0.1%                                | 2,928                         |
| Caraibi                | Trinidad e Tobago     | 1,056,608          | 22.5%                               | 237,737                       |
| Africa orientale       | Uganda                | 30,262,610         | 0.2% – 0.8%                         | 60,525 – 242,101              |
| Medio Oriente          | Emirati Arabi Uniti   | 4,444,011          | 21.25%                              | 944,352                       |
| Europa occidentale     | Regno Unito           | 60,776,238         | 1.7%                                | 832,000                       |
| America settentrionale | Stati Uniti d'America | 307,006,550        | 0.5%                                | 1,204,560                     |
| Asia centrale          | Uzbekistan            | 27,780,059         | 0.01% (approx)                      | 2,778                         |
| Sudest asiatico        | Vietnam               | 85,262,356         | 0.059%                              | 50,305                        |
| Medio Oriente          | Yemen                 | 22,230,531         | 0.7%                                | 155,614                       |
| Africa meridionale     | Zambia                | 11,477,447         | 0.14%                               | 16,068                        |
| Africa meridionale     | Zimbabwe              | 12,311,143         | 1.0%                                | 123,111                       |
| Totale                 | Totale                | 7,200,000,000      | 15                                  | 1,057,000,000 - 1,060,000,000 |